# Gioi
Gioi község (comune) Olaszország Campania régiójában, Salerno megyében.

## Fekvése
A Cilento és Vallo di Diano Nemzeti Park területén fekszik az Alento folyó völgyében. Határai: Campora, Moio della Civitella, Orria, Salento, Stio és Vallo della Lucania.

## Története
A település nevét valószínűleg Juno után kapta, akinek egykori oltára helyén épült fel a Sant’Eustachio-templom. Valószínűleg az enotrik alapították, majd a veliai görögök, később pedig a rómaiak fennhatósága alá került. Első írásos említése 1034-ből származik, amikor megemlítik erődjét, amelyet valószínűleg két évszázaddal korábban a longobárdok építettek. A középkor során nemesi családok birtokolták (Caraffa, Pignatelli) és a Cilento egyik legnagyobb területű birtoka volt. 1614-ben Giacomo Zattera genovai kereskedő vásárolta meg, aki majd továbbadta a Galeotáknak. A település a 19. század elején lett önálló, amikor a Nápolyi Királyságban felszámolták a feudalizmust.

## Népessége
A népesség számának alakulása:

## Fő látnivalók
- Sant’Eustachio-templom
- Porta dei Leoni - egykori városkapu
- Madonna della Porta-kápolna
- San Giovanni Battista-templom
- San Nicola-templom